# Хомс (район)
Хомс (араб. منطقة حمص‎‎) — район (мінтака) у Сирії, входить до складу провінції Хомс. Адміністративний центр — м. Хомс.
Адміністративно поділяється на 10 нохій:
- Хомс-Центр
- Хіс'я
- Хірбет-Тін-Нур
- Ар-Рікама
- Шін
- Садад
- Махін
- Айн-аль-Ніссер
- Фурклюс
- Аль-Кар'ятейн

| Сирія | Це незавершена стаття з географії Сирії. Ви можете допомогти проєкту, виправивши або дописавши її. |